# 1753 en science
| Années de la science : 1750 - 1751 - 1752 - 1753 - 1754 - 1755 - 1756    |
| Décennies de la science : 1720 - 1730 - 1740 - 1750 - 1760 - 1770 - 1780 |

Cet article présente les faits marquants de l'année 1753 en science.

## Événements
- 17 février : un projet théorique de télégraphe électrique est publié dans The Scots Magazine par un auteur anonyme aux initiale C. M.. Il propose de relier un générateur d'électricité statique par 26 fils — isolés et dédiés chacun à une lettre de l'alphabet — à un éclateur[1],[2].

- 14 et 17 mars : Claude Geoffroy le Jeune présente un mémoire  à l’Académie des sciences de Paris intitulée Analyse chimique du bismuth de laquelle il résulte une analogie entre le plomb et ce semi-métal, une synthèse de ses notes précédentes sur le bismuth qu'il identifie et décrit avec précision[3].

- 5 avril : fondation du British Museum à Londres en Grande-Bretagne, réunissant les collections léguées par sir Hans Sloane et les bibliothèques de cottonienne et Harléienne[4].

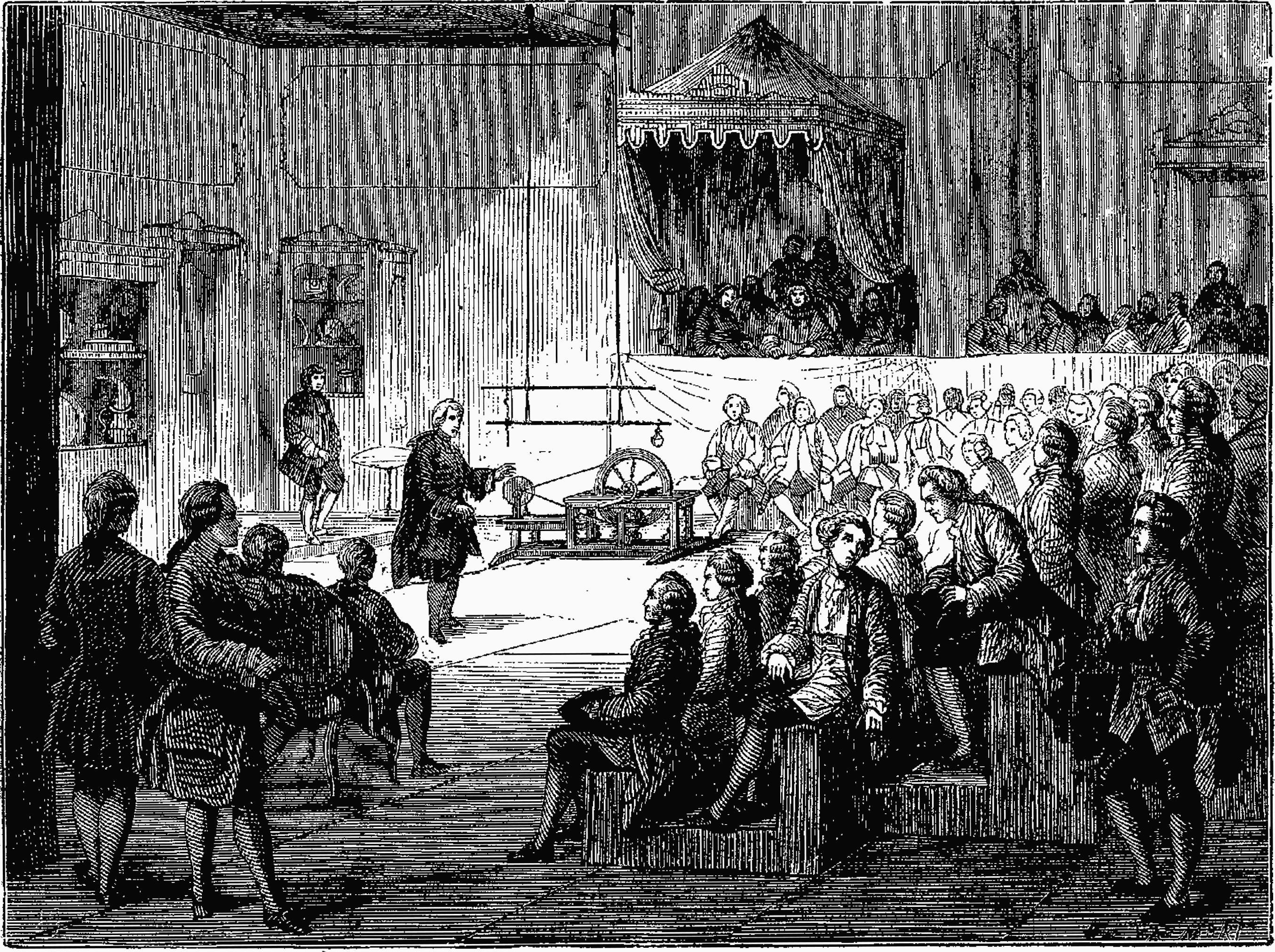
Cours de physique de l’abbé Nollet au collège de Navarre, en 1754

- 15 mai : leçon inaugurale de l'abbé Nollet au collège de Navarre[5] ; il estime que la physique vise à la connaissance des effets naturels et de leurs causes. Nollet précise que l'électricité devient un sujet de recherche sérieux et conseille aux savants d'être polyglottes, mais pour sa part il enseigne en français et non plus en latin[6].

- 4 juin : création à Florence de l'Accademia dei Georgofili, dévouée à l'agronomie et à l'agriculture scientifique[7].

- 25 novembre :  Mikhaïl Lomonossov prononce en public devant l'Académie des sciences de Russie un Discours sur les phénomènes aériens tirant leur origine de la force électrique[8]. Un prix est proposé pour la meilleure explication des véritables causes de l'électricité incluant leur théorie. Il est remporté en 1755 par Johann Euler[9].

## Publications

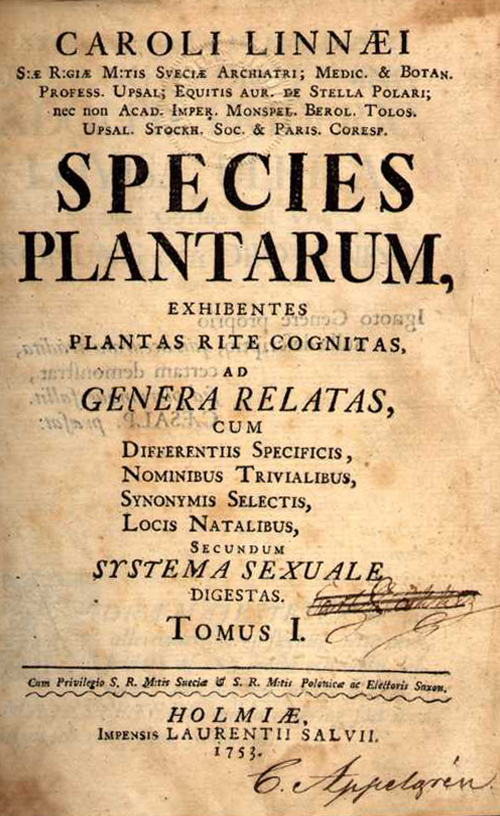
Species plantarum

- Roger Joseph Boscovich : De Lunae atmosphaera, Rome. Sur l'atmosphère de la Lune.
- Carl von Linné, Species plantarum, sa classification des plantes en deux volumes publiés en mai et août 1753. La date du 1er mai 1753 fixe le point de départ de la nomenclature linnéenne[10].

## Prix
- Médailles de la Royal Society
  - Médaille Copley : Benjamin Franklin

## Naissances

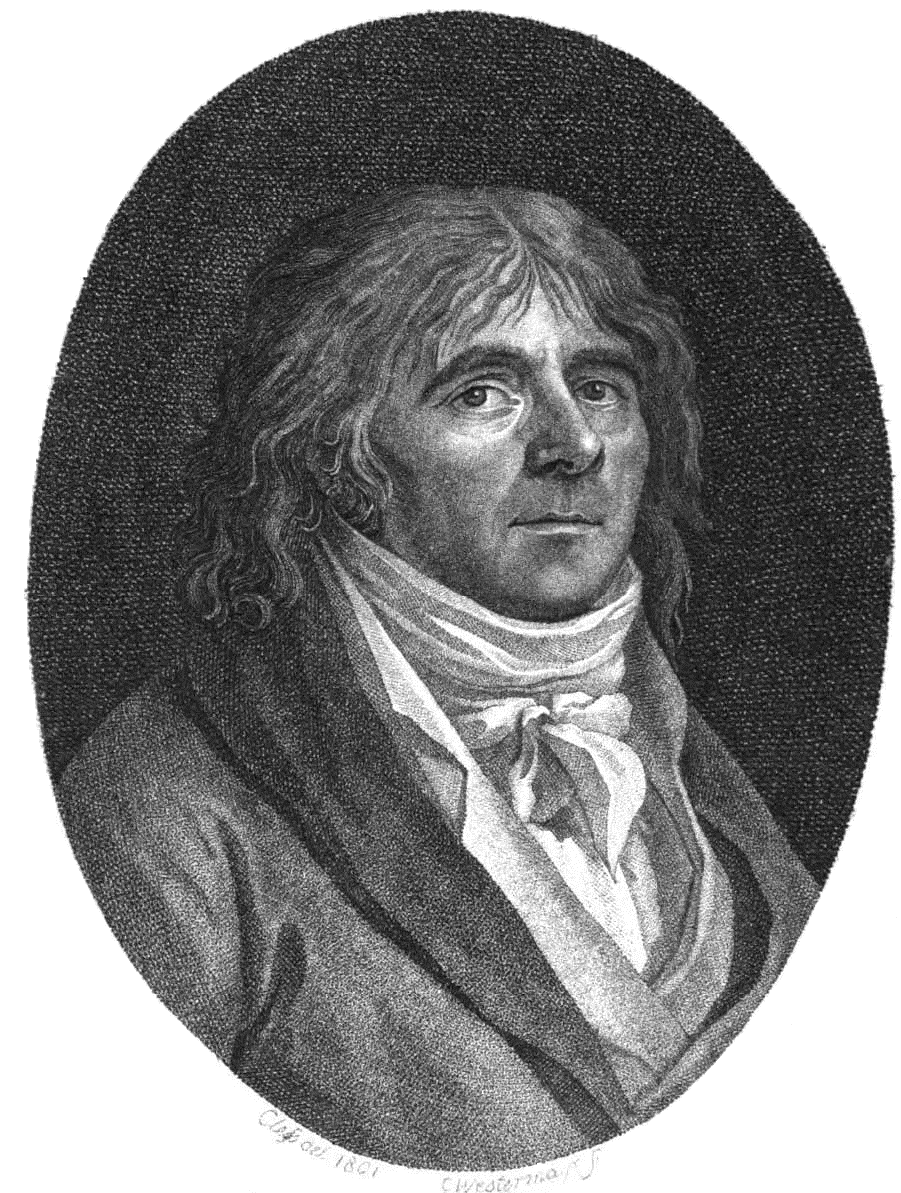
François Levaillant

- 11 mars : Rudolf Eickemeyer (mort en 1825), général de la Révolution, mathématicien et ingénieur allemand.
- 26 mars : Benjamin Thompson (mort en 1814), physicien américain.
- 23 avril : Antoine Deparcieux (mort en 1799), mathématicien français.
- 28 avril : Franz Karl Achard (mort en 1821), chimiste prussien.
- 13 mai : Lazare Nicolas Marguerite Carnot (mort en 1823), mathématicien, physicien, général et homme politique français.
- 13 juin : Johan Afzelius (mort en 1837), chimiste suédois.
- 6 août : François Levaillant (mort en 1824), explorateur, collectionneur et ornithologue français.
- 10 août :  Thomas Bewick (mort en 1828), graveur et ornithologue britannique.
- Octobre : Edward Troughton (mort en 1835), fabricant d'instruments scientifiques britannique.
- 13 décembre : William Nicholson (mort en 1815), chimiste anglais.

## Décès

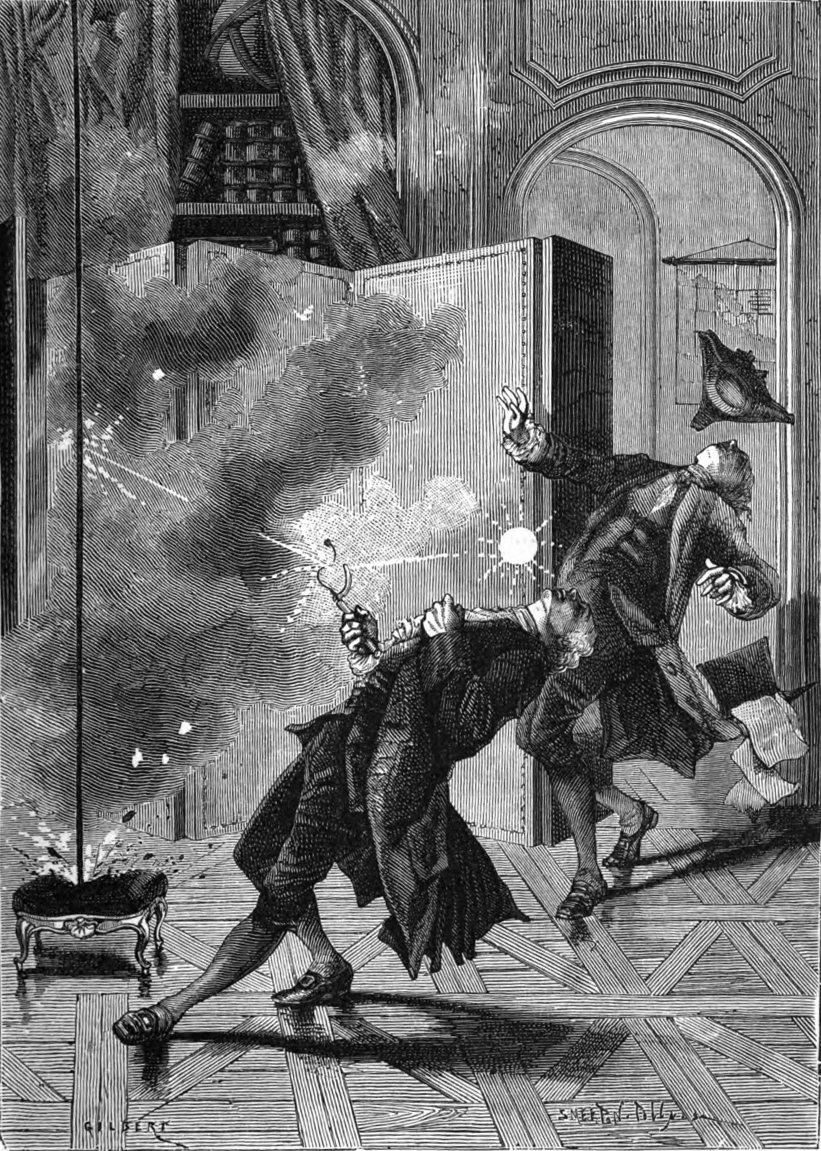
Georg Wilhelm Richmann, frappé par la foudre.

- 11 janvier : Hans Sloane (né en 1660), médecin, naturaliste et collectionneur irlandais d'origine écossaise.
- 10 mai : Nicolas Fatio de Duillier (né en 1664), géomètre et un astronome suisse.
- 6 août : Georg Wilhelm Richmann (né en 1711), physicien russe, lors d'essais avec l'électricité atmosphérique à Saint-Pétersbourg.
- 17 août : Olof Torén (né en 1718), naturaliste et pasteur luthérien suédois.
- 23 octobre : Comte Giuseppe Zinanni (né en 1692), naturaliste italien.